# Saint-Guilhem-le-Désert
Saint-Guilhem-le-Désert is een Franse gemeente gelegen in het departement Hérault in de regio Occitanie. De gemeente telde 245 inwoners in 2019. Saint-Guilhem-le-Désert is lid van Les Plus Beaux Villages de France. De plek kreeg het keurmerk Grand Site de France.

## Bezienswaardigheden
- Abdij van Saint-Guilhem-le-Désert. Gesticht in 804 door Guilhem, de hertog van Aquitanië, ook bekend als Willem met de Hoorn. Alleen de kerk met 15de-eeuwse klokkentoren is overgebleven. Onder de kerk is een crypte. In het museum bevindt zich een sarcofaag uit de 6de eeuw. In het museum The Cloisters in New York is de reconstructie van de kloostergang te zien met zuilen en beeldhouwwerken aangekocht door Grey Barnard in 1906.
- Grotte de Glamouse. Deze ligt op drie km van Saint-Guilhem-le-Désert. De grot werd in 1945 ontdekt en is te bezoeken. De grot beschikt over een grote hoeveelheid fijne kristallisaties van aragoniet en calciet. De grot bestaat uit stalagmieten, stalactieten, zuilen, schijven en draperieën van calciumcarbonaat. Er zijn diverse zalen.
- Pont du Diable, brug uit de 11e eeuw.

### Afbeeldingen

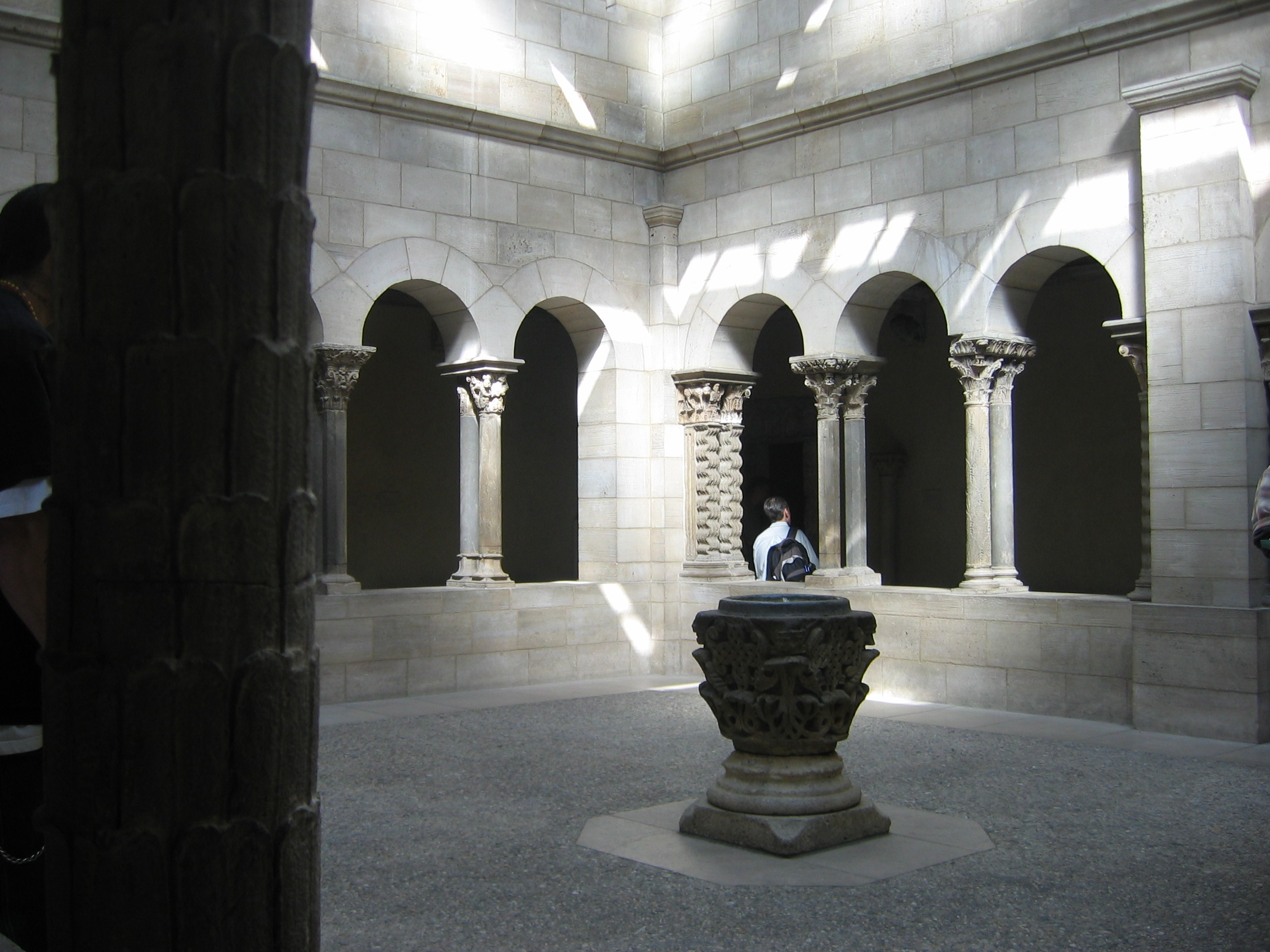
Cloître de Saint-Guilhem, reconstructie kloostergang New York, The Cloisters
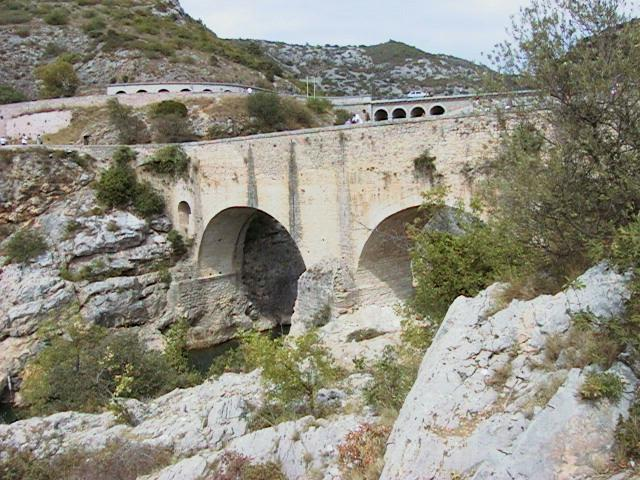
De Pont du Diable
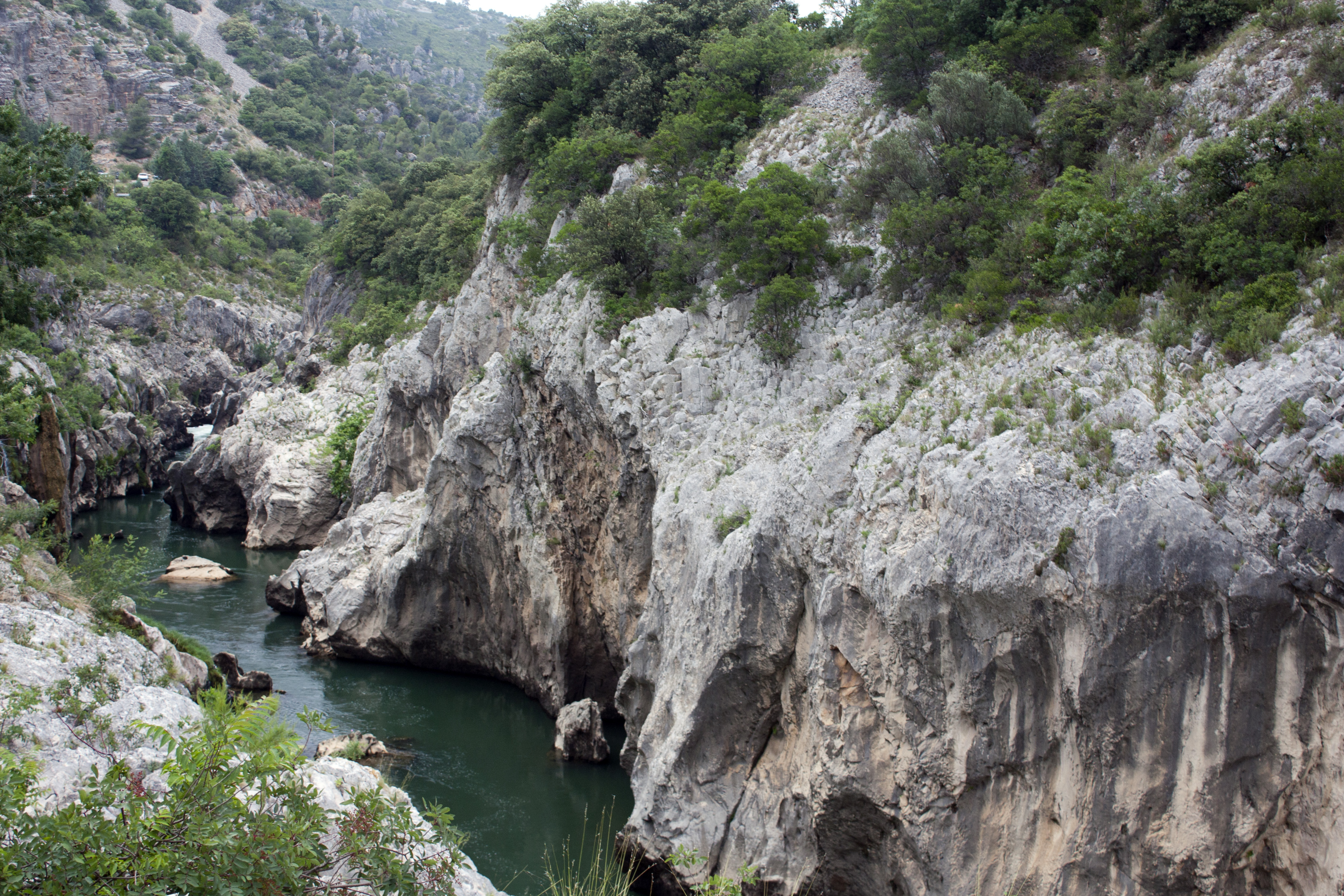
Gorges de l'Hérault

## Geografie
De oppervlakte van Saint-Guilhem-le-Désert bedraagt 38,64 km², de bevolkingsdichtheid is 6 inwoners per km² (per 1 januari 2019).
De onderstaande kaart toont de ligging van Saint-Guilhem-le-Désert met de belangrijkste infrastructuur en aangrenzende gemeenten.

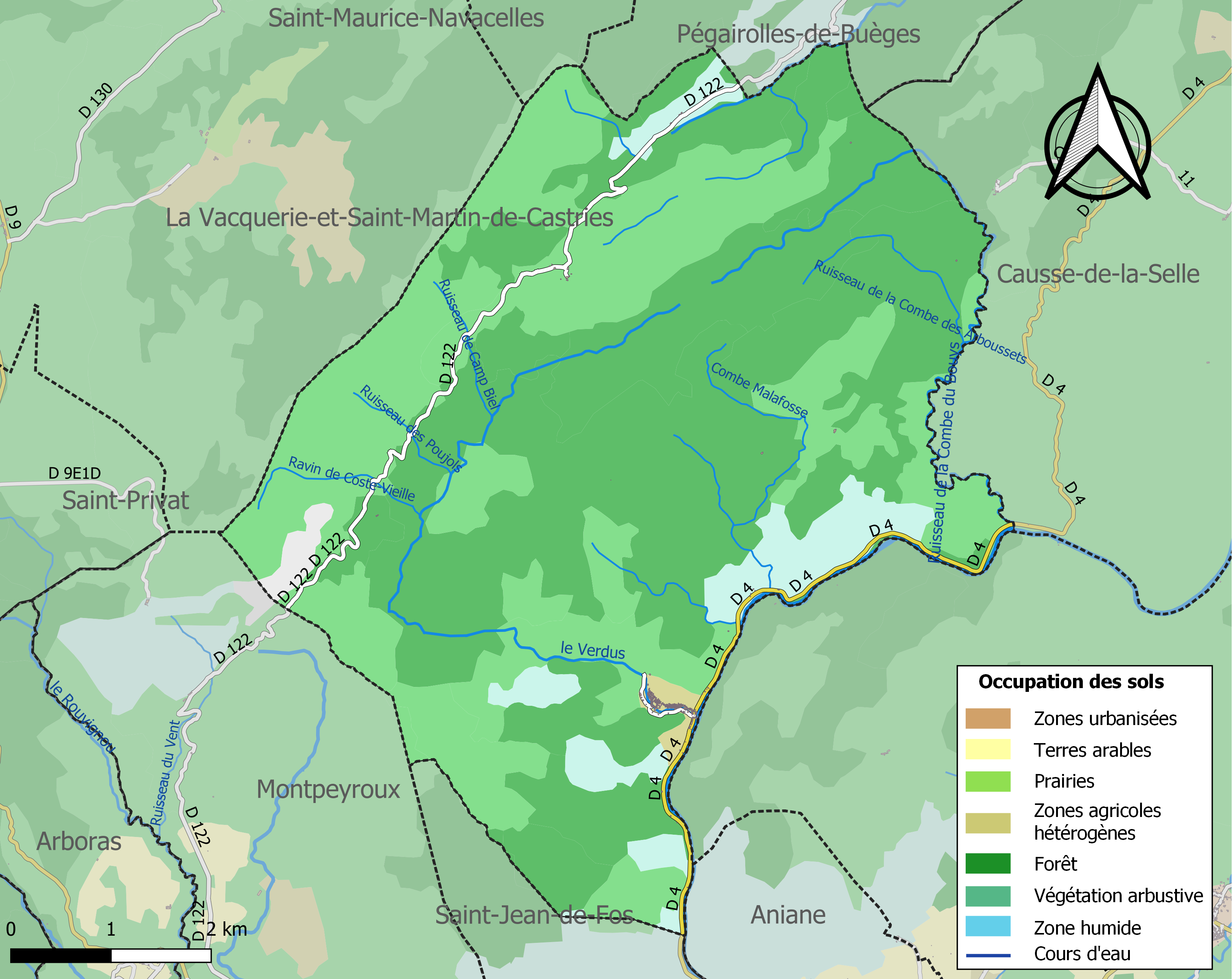

## Demografie
Onderstaande figuur toont het verloop van het inwonertal (bron: INSEE-tellingen).